# Advent
Advent ali adventni čas (iz latinsko adventus - prihod) je čas pred božičem in je v bogoslužju namenjen pričakovanju Jezusovega prihoda oziroma rojstva. Izraz se uporablja zlasti v krščanstvu, marsikje po Evropi in Ameriki pa izraz uporabljajo tudi neverujoči.
Po katoliškem koledarju se advent začne na četrto nedeljo pred božičem. To je nedelja med 27. novembrom in 3. decembrom - imenuje se prva adventna nedelja. Adventni čas se konča po četrti adventni nedelji - na sveti večer (večer pred božičem). V tem času se verniki spominjajo Jezusovega prihoda na zemljo, pa tudi pričakujejo njegov drugi prihod. Adventni čas v katolištvu pomeni tudi začetek novega liturgičnega leta.
Po pravoslavnem koledarju advent obsega kar šest tednov pred božičem in je povezan tudi s postom.

## Liturgija
Liturgična barva v adventu je vijolična in pomeni spokornost. Advent je v cerkvenem letu obdobje duhovnih priprav na božične praznike. Pri bogoslužju se v adventnem času berejo berila, ki napovedujejo prihod odrešenika, pa tudi poročila o delovanju Janeza Krstnika, ki je ljudi pripravljal na Jezusov prihod. Med adventom so bile nekdaj v navadi jutranje maše, t.i. zornice.

## Druge oblike praznovanja
Ponekod je v navadi prepevanje adventnih pesmi, eden od današnjih simbolov adventa je tudi adventni venec s štirimi svečami. Na prvo adventno nedeljo se na njem prižge eno svečo, na drugo nedeljo dve sveči, na tretjo tri in na četrto vse štiri sveče. Cerkvene oblike praznovanja se prepletajo s posvetnimi šegami in navadami, nekoč povezanimi z zimskim sončnim obratom.

### Adventni koledar
V zadnjem času se ponekod uveljavlja tudi oblika adventnega koledarja, namenjenega otrokom. Tak koledar je po navadi poslikan z motivi Jezusovega rojstva in ima predalček za vsak dan od začetka adventa do božiča. V predalčkih so običajno drobna darilca in sladkarije. Tudi nekristjani otrokom radi kupijo (ali pripravijo) adventni koledar, le da je v tem primeru po navadi okrašen z drugačnimi motivi (Božiček, jelenček Rudolf ipd.).